# Curling bawarski na Zimowych Igrzyskach Olimpijskich 1936
Curling bawarski (Eisstockschießen) na Zimowych Igrzyskach Olimpijskich 1936 w Garmisch-Partenkirchen był dyscypliną pokazową na tych zimowych igrzyskach olimpijskich i rozgrywany był w dniach 9 – 10 lutego na jeziorze Rießersee. W zawodach udział wzięło 146 sportowców (121 mężczyzn i 25 kobiet) z 3 państw. 

## Wyniki zawodów[3]

### Gra pojedyncza mężczyzn – odległość
Data: 9 lutego 1936
| Poz. | Zawodnik             | Odległość |
| ---- | -------------------- | --------- |
| 1    | Georg Edenhauser     | 154,6 m   |
| 2    | Friedrich Mosshammer | 145,0 m   |
| 3    | Ludwig Retzer        | 144,6 m   |

### Gra pojedyncza mężczyzn –dom
Data: 10 lutego 1936
| Poz. | Zawodnik       | Punktacja | Suma |
| ---- | -------------- | --------- | ---- |
| 1    | Ignaz Reiterer | 1-0-9-0-5 | 15   |
| 2    | August Brunner | 0-0-0-0-9 | 9    |
| 3    | Karl Wolfinger | 0-0-0-9-0 | 9    |

### Gra drużynowa mężczyzn – dom
Data: 9 lutego 1936
| Poz. | Drużyna    | Kraj związkowy | Zawodnicy                                                                           | Ratio   | +/-    | Nota  |
| ---- | ---------- | -------------- | ----------------------------------------------------------------------------------- | ------- | ------ | ----- |
| 1    | Austria I  | Tyrol          | Wilhelm Silbermayr Anton Ritzl Otto Ritzl Wilhelm Pichler Rudolf Rainer             | 6:1     | 154:75 | 2,053 |
| 2    | Niemcy III | Miesbach       | Georg Redel Ferdinand Erb Johann Eibach Josef Lenz Alois Dirnberger                 | 3,5:3,5 | 157:86 | 1,825 |
| 3    | Austria II | Styria         | Josef Hödl-Schlehofer Johann Mrakitsch Rudolf Wagner Friedrich Schieg Hubert Lögler | 6:1     | 141:90 | 1,567 |